# Václav Jiří Dundr
Václav Jiří Dundr (ur. 14 lutego 1811 w Nové Strašecí, zm. 28 kwietnia 1872 tamże) – pisarz czeski.
Początkowo był księgarzem. Był administratorem posiadłości ziemskich w Styrii. W roku 1848 uczestniczył w wydarzeniach Wiosny Ludów w Wiedniu w randze porucznika gwardii narodowej.
Publikował artykuły w wielu czeskich czasopismach. Napisał książki w językach niemieckim, czeskim i słoweńskim. Jego brat Józef Aleksander (1802–1874) również był pisarzem. Zaczął używać pseudonimu „Novostrašecký” od miejsca urodzenia, aby się odróżnić od autora o tym samym nazwisku Václav Jiří Dundr (1817–1888).
Był człowiekiem o wielostronnych zainteresowaniach. Jak sam o sobie pisał, był porucznikiem Wiedeńskiej Gwardii Narodowej i członkiem władz tejże gwardii, dyrektorem dóbr Brunberg, Schönbüchel, Landskrone, Burg- i Spital-Cilli w Styrii oraz plantacji morwy i hodowli jedwabników tamże, doktorem filozofii i wykładowcą na wydziale filozofii Uniwersytetu Arcyksięcia Ludwika Heskiego, członkiem bawarskiego towarzystwa ogrodniczego. Był odznaczony m.in. Medalem Zasługi Akademii Petersburskiej.

## Bibliografia

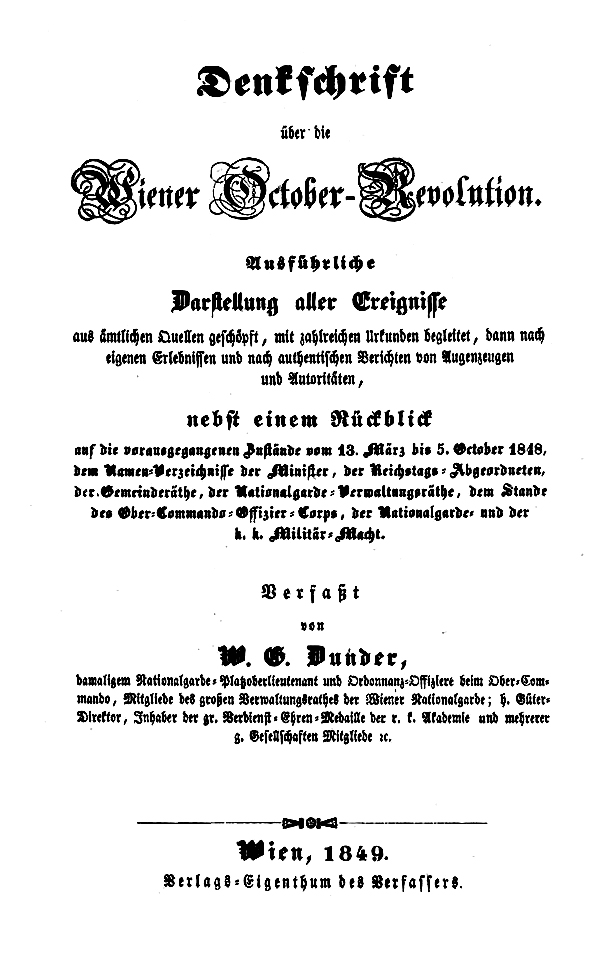
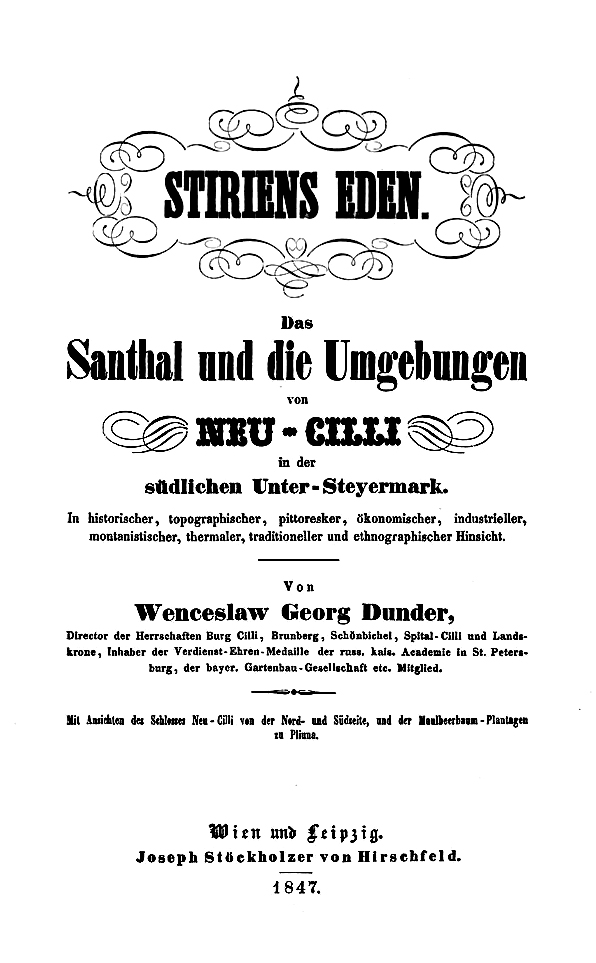
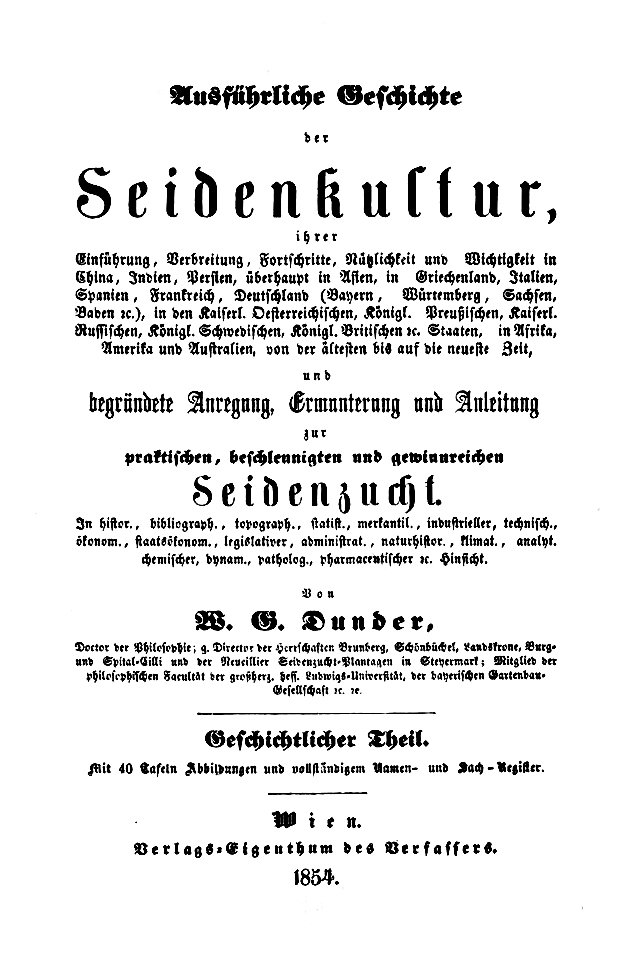